# Universidade de Naresuan
A Universidade de Naresuan é uma universidade da Tailândia mais conhecida como "NU". Foi criada em 1991.
Está situada na Nong Aor, 99, no bairro de Phitsanulok-Nakhon Sawan, em Phitsanulok. Atualmente (2022) ela possui 16 faculdades, escolas, faculdades e institutos; 183 programas acadêmicos; 22,000 estudantes e 1,300 funcionários.